# یوجی ایجیری
یوجی ایجیری (۲۴ فوریه ۱۹۳۵، کوبه، ژاپن) چهل‌ونه‌امین و تنها آسیایی تبار عضو تالار مشاهیر حسابداری است. وی در سال ۱۹۸۹، در (در ۵۴سالگی) به عنوان جوان‌ترین عضو تالار مشاهیر حسابداری برگزیده شد.

## زندگی‌نامه
علاقه به ریاضی و حسابداری
۲۴ فوریه ۱۹۳۵ در شهر کوبه، مرکز استان هیوگو، ژاپن زاده شد. از کودکی به ریاضی علاقه داشت. از این رو، در شش‌سالگی به مدرسه چرتکه رفت. پدرش نانوا بود؛ و هنگامی که وی کلاس دهم را می‌گذراند از او خواست کارهای حسابداریش را انجام دهد. از این کار خوشش آمد و تصمیم گرفت حسابدار عمومی گواهی‌شده شود.

جوان‌ترین حسابدار عمومی گواهی‌شده تاریخ ژاپن
در ۱۹۵۲، اندکی پیش از دانش‌آموختگی از دبیرستان بازرگانی نارا، آزمونی را گذراند که او را مجاز کرد بدون داشتن مدرک دانشگاهی در آزمون حسابدار عمومی گواهی‌شده شرکت کند. تحصیلات خود را در دوره شبانه کالج دُشیشا جونیور در کیوتو ادامه داد. در ۱۹۵۳، آن جا آزمون حسابدار عمومی گواهی‌شده را گذراند. در حالی که دوره سه ساله کارورزی را سپری می‌کرد به دانشگاه ریتسامِیکَن در کیوتو رفت. در ۱۹۵۳، مدرک کارشناسی حقوق گرفت. در همان سال، در ۲۱سالگی، همه الزامات دریافت گواهی‌نامه حسابدار عمومی گواهی‌شده را برآورده کرد. به گونه‌ای که هنوز هم در ژاپن از بابت دریافت این گواهی‌نامه در آن سن رکورددار است.

مهاجرت به آمریکا
پس از دانش‌آموختگی، سه سال در کیوتو کار کرد؛ نخست، در یک موسسه کوچک و سپس در پرایس واترهاوس. در ۱۹۵۹، پرایس واترهاوس را ترک کرد و برای ادامه تحصیلات دانشگاهی به آمریکا رفت. در دانشگاه مینه‌سوتا نام‌نویسی کرد؛ و در ۱۹۶۰، مدرک کارشناسی ارشد حسابداری خود را از آن دانشگاه گرفت. در آن سال، هم‌چنین به عضویت سازمان دانشجویی بتا آلفا پسی نیز درآمد. سپس، به دانشگاه کارنگی ملون رفت؛ و در ۱۹۶۳، دکتری حسابداری خود را از آن‌جا گرفت.

زندگی دانشگاهی
از ۱۹۶۳ تا ۱۹۶۷ با رتبه‌های استادیاری (۱۹۶۵-۱۹۶۳) و دانش‌یاری (۱۹۶۷-۱۹۶۵) عضو هیئت علمی دانشگاه استنفورد بود. در ۱۹۶۷ با رتبه استاد تمام به دانشگاه کارنگی ملون بازگشت؛ و در ۱۹۷۵، استاد رابرت ام. تروبلود حسابداری و اقتصاد آن دانشگاه شد؛ و این عنوان را تا ۱۹۸۷ که به عنوان استاد دانشگاه رابرت ام. تروبلود حسابداری و اقتصاد آن دانشگاه ارتقا یافت حفظ کرد. این کرسی بالاترین افتخاری است که یک عضو هیئت علمی دانشگاه می‌تواند به آن دست پیدا کند. وی تا هنگام بازنشستگی، در ۳۰ ژوئن ۲۰۱۱، این عنوان معتبر دانشگاهی را در اختیار داشت.

خانواده
۱۷ ژوئن ۱۹۶۲ با توموکو نیشیمورا پیوند زناشویی بست. آنان دو فرزند دارند.

سرگرمیها
او اوقات فراغت خود را با لذت بردن از پازل، هایکو ، و رایانه می‌گذراند.

## هم‌کاری با سازمان‌های حرفه‌ای
او با سازمان‌های حرفه‌ای هم‌کاری پویایی داشته‌است. به عنوان عضو انجمن حسابداری آمریکا از ۱۹۶۳، در بسیاری از کارگروه‌ها و اداره‌های آن انجمن خدمت کرده‌است. از جمله مقام‌های او در آن انجمن دانشگاهی می‌توان از ریاست (۱۹۸۳-۱۹۸۲) و نایب رئیسی (۱۹۷۵-۱۹۷۴) وی نام برد. او هم‌چنین، مشاور شماری از سازمان‌های انتفاعی و غیرانتفاعی نیز بوده‌است.

## آثار نوشتاری
از وی بیش از ۲۰۰ مقاله در مجلات حرفه‌ای، و ۲۵ تک‌نگاری و کتاب ارزش‌مند بر جای مانده است. از جمله آثار مشهورش می‌توان به «مبانی اندازه‌گیری حسابداری - جستاری ریاضی، اقتصادی و رفتاری» (۱۹۶۷)، «نظریه اندازه‌گیری حسابداری» (۱۹۷۵)، «توزیع‌های چوله و اندازه‌های موسسات بازرگانی» (با هربرت اِی سایمون، ۱۹۷۷)، «بازشناسی حقوق و تعهدات قراردادی: مطالعه‌ای اکتشافی از موضوعات مفهومی» (۱۹۸۰)، «حسابداری بهای تاریخی و منطقی بودن آن» (۱۹۸۱)، «حسابداری ساختاریافته در اِی‌پی‌اِل» (۱۹۸۴)، و «رویکردهای خلاق و نوآورانه به علم مدیریت» (۱۹۹۳) اشاره کرد. ولی بی‌تردید شناخته‌شده‌ترین اثرش را می‌توان «حسابداری تکانه و دفترداری ثبت سه‌طرفه» (۱۹۸۹) دانست. او به همراه استاد نام‌دارش، ویلیام دابیلیو. کوپر، در ۱۹۸۳ ششمین ویرایش «واژه‌نامه حسابداران کولر» را پس از مرگ مولف آن ویرایش کردند. چند مورد از کتاب‌های وی به ژاپنی، و بعضی از آن‌ها به فرانسوی و اسپانیایی نیز برگردان شده‌اند.

## جایزه‌ها و افتخارها
وی به عنوان یک آموزگار و پژوهشگر ممتاز حسابداری جوایز بسیاری دریافت کرده‌است. او تنها کسی است که چهار بار (۱۹۶۶، ۱۹۶۷، ۱۹۷۱ و ۱۹۷۶) برنده جایزه انجمن حسابداران عمومی گواهی‌شده آمریکا و انجمن حسابداری آمریکا برای مشارکت‌های قابل ملاحظه در متون حسابداری شده‌است. در ۱۹۸۵ نیز از سوی انجمن حسابداری آمریکا به عنوان مدرس بین‌المللی ممتاز برگزیده شد؛ و یک سال پس از آن هم، در ۱۹۸۶، مفتخر به دریافت جایزه‌ی آموزگار ممتاز حسابداری آن انجمن شد. وی هم‌چنین، در ۱۹۹۱ از دانشگاه دوپال (شیکاگو، ایلینوی، آمریکا) دکتری افتخاری حقوق و در ۱۹۹۶ دکتری افتخاری کالج برایانت (اسمیت فیلد، رود آیلند، آمریکا) را دریافت کرد. در ۱۹۹۶ نیز موفق به دریافت جایزه دانش‌آموخته شایسته دانشگاه کارنگی ملون شد.